# Kate Spade & Company
Kate Spade & Company — компания, которая производит и поставляет на рынок широкий ассортимент женской и мужской одежды, аксессуаров и парфюмерии. Была основана в 1976 году в Нью-Йорке под названием Liz Claiborne Inc, а с 2012 по 2014 год называлась Fifth & Pacific Companies. В 2006 году выручка от продаж компании составила около 5 млрд долларов, входила в в список Fortune Global 500 наиболее доходных фирм. С 2018 года принадлежит компании Tapestry.